# Aventin
Aventin (latinski: Collis Aventinus) je najjužniji od sedam rimskih brežuljaka na kojima je izgrađen Rim. Uzdiže se nad rijekom Tiber, a sastoji se od dvije uzvisine, jedna na sjeverozapadu, a druga na istoku, između kojih je pukotina u kojoj je izgrađena antička cesta. Pripada rionu Ripa.
Većina znanstvenika ime brežuljka povezuje s legendarnim kraljem Aventinom koji je tu navodno pokopan.
Ovaj je brežuljak bio izvan gradskih zidina sve do vremena vladavine cara Klaudija (10. – 54.), ali unutar Servijog zida. Ovaj je brežuljak mjesto gdje je Rem pokušao osnovati grad i gdje je bila Remuria, koja se tradiocionalno smatra Removom grobnicom. Kralj Anko Marcije (640-616 pr. n. e.) prvi je naselio ovaj brežuljak i to s izbjeglicama iz okolnih gradova koje je pokorio. Kroz cijeli period Republike, ovaj je brežuljak bio vezan uz plebejce.